# Unitat d'Aran
Unitat d'Aran-Partit Nacionaliste Aranès (UA-PNA) és un partit polític de la Vall d'Aran constituït el 1980. Es defineix com a progressista, autonomista, municipalista, aranesista i defensor dels drets de la Vall d'Aran com a unitat diferenciada de Catalunya cultural i lingüísticament. El secretari general és Francés Boya Alòs i es presenta a les eleccions al Conselh Generau dera Val d'Aran aliat amb el Partit dels Socialistes de Catalunya (PSC-PSOE).

## Història

### Constitució del partit
El 1979 es va constituir Unitat Aranesa com a associació d'electors amb suport de l'associació de veïns Es Terçons per tal de presentar-se a les primeres eleccions municipals democràtiques a la Vall d'Aran. Van guanyar a tots els municipis i pedanies llevat Bausen i Canejan.
Es va constituir com a partit el 2 de febrer de 1980 a Vielha com a Unitat d'Aran-Partit Nacionalista Aranès. El seu programa es basa, principalment, en la recuperació de l'autogovern aranès, treballar per la normalització de l'aranès, apropar la cultura, educació i sanitat a tots els aranesos i fomentar el turisme com a motor de l'economia aranesa. El seu primer president fou Joan Nart García i el secretari general Emilio Medan.
A les eleccions municipals de 1983 es va presentar sota les sigles Unitat peth progrés i va obtenir 30 dels 59 regidors dels 9 municipis aranesos, així com les alcaldies de Naut Aran (Jaume Geli), Vielha e Mijaran (Javier Tous), Es Bòrdes (Anna Maria Tomás), Bossòst (Hipólito Cruces) i Arres (Juan José Cortés). Això li va permetre participar en les converses amb la Generalitat de Catalunya destinades a la recuperació de les institucions araneses.
A les eleccions municipals de 1986 es presentà sota les sigles UA-PNA i va rebre el suport del PSC-PSOE, qui renuncià a presentar-se en solitari. Assoliren les alcaldies de Les (Emilio Medan), Arres (Juan José Cortés) i Bossòst (Hipòlito Cruces). El 1990 assoliren un centenar d'afiliats i s'edità el Butletin intèrn deth Partit, íntegrament en aranès.

### Participació en les institucions araneses
A les primeres eleccions al Consell General d'Aran de 1991 es va presentar amb les sigles UA-PNA i va obtenir 1.478 vots (38,67%) i 6 escons dels 13 al Consell General d'Aran. Simultàniament es van dur a terme les eleccions municipals, on UA-PNA mantingué les alcaldies de Les, Canejan i Bossòst. També es va celebrar aquell any el Primer Congrés del partit, amb uns 200 assistents.
A les eleccions al Consell General d'Aran de 1995 va obtenir 1.305 vots (30,36%) i 4 escons. A les del 1999 es presentà amb el PSC i va obtenir 1.311 vots (29,75%) i 2 escons. I a les del 2003, com a Unitat d'Aran-Progrés Municipal, va obtenir 1.895 vots (39,14%) i 5 escons.
El 18 d'abril de 2004 se celebrà el Quart Congrés d'UA. Arturo Calbetó és nomenat president i Francés Boya secretari general. Durant l'any el partit edita les publicacions Vediau i Unitat informe.
A les eleccions del 2007 obtingueren 6 escons i Francés Boya Alòs es convertí en Síndic d'Aran, gràcies a l'aliança amb el conseller del Partit Renovador d'Arties-Garòs, i però les eleccions de 2011 i 2015, Convergència Democràtica Aranesa - Partit Nacionalista Aranès va obtenir majoria absoluta i UA va passar a l'oposició per obtenir de nou la majoria absoluta i el govern de la institució en 2019.

## Resultats electorals

### Conselh Generau d'Aran
| Elecció | Vots  | %     | Escons | +/– | Candidat           | Govern       |
| ------- | ----- | ----- | ------ | --- | ------------------ | ------------ |
| 1991    | 1.478 | 46,15 | 6 / 13 | Nou | Emilio Medan Ane   | Oposició     |
| 1995    | 1.305 | 30,36 | 4 / 13 | 2   | Emilio Medan Ane   | Oposició     |
| 1999    | 1.311 | 29,75 | 2 / 13 | 2   | Emilio Medan Ane   | Oposició     |
| 2003    | 1.895 | 39,14 | 5 / 13 | 3   | Francés Boya Alós  | Oposició     |
| 2007    | 2.198 | 46,13 | 6 / 13 | 1   | Francés Boya Alòs  | Pacte (PRAG) |
| 2011    | 1.965 | 41,13 | 5 / 13 | 1   | Francés Boya Alòs  | Oposició     |
| 2015    | 2.193 | 45,66 | 5 / 13 | =   | Francés Boya Alós  | Oposició     |
| 2019    | 2.527 | 49,72 | 9 / 13 | 4   | Francés Boya Alós  | Majoria      |
| 2023    | 2.279 | 49,05 | 9 / 13 | =   | Maria Vergés Pérez | Majoria      |